# Чарльз в ответе
«Чарльз в ответе» (англ. Charles in Charge) — американский телевизионный сериал, снятый в жанре ситуационной комедии (ситком). Выпускался в 1984—1990 годах. Общая продолжительность — 126 серий (5 сезонов).

## Сюжет

### Первый сезон
Студент колледжа Чарльз нанимается к супругам Стэну и Джилл Пемброук помогать с их тремя детьми: сыновьями Джейсоном и Дугласом и дочерью Лайлой. В обмен на его услуги Пемброуки предоставляют Чарльзу комнату и питание.

### Второй-пятый сезоны
Семья Пембрук переехала в Сиэтл. Вместо них в дом заселились Пауэллы, которые также наняли Чарльза в качестве няньки для трёх детей: сына Адама и дочерей Джейми и Сары. Их отец офицер военно-морского флота, который часто дежурит и поэтому редко видит свою семью, их воспитывает их мать Эллен и её свёкор Уолтер.

## В ролях

### Основной состав
- Скотт Байо (англ. Scott Baio) — Чарльз
- Уилли Эмс (англ. Willie Aames) — Бадди Лембек

#### Сезон 1
- Джули Кобб (англ. Julie Cobb) — Джилл Пэмброук
- Джеймс Уиддос (англ. James Widdoes) — Стен Пэмброук
- Эйприл Лерман (англ. April Lerman) — Лайла Пэмброук
- Джонатан Уорд (англ. Jonathan Ward) — Дуглас Пэмброук
- Майкл Перлман (англ. Michael Pearlman) — Джейсон Пэмброук
- Дженнифер Раньон (англ. Jennifer Runyon) — Гвендолин Пирс

#### Сезоны 2-5
- Сандра Кернс (англ. Sandra Kerns) — Элен Пауэлл
- Николь Эггерт (англ. Nicole Eggert) — Джейми Пауэлл
- Джози Дэвис (англ. Josie Davis) — Сара Пауэлл
- Александр Полински (англ. Alexander Polinsky) — Адам Пауэлл
- Эллен Траволта — Лилиан
- Джеймс Ти Кэллахан (англ. James T. Callahan) — Уолтер Пауэл
- Джастин Уэлин (англ. Justin Whalin) — Энтони (начиная с 4 сезона)

### Приглашённые звёзды
- Мег Райан
- Кристина Эпплгейт
- Мэттью Перри
- Бетси Палмер
- Пол Уокер
- Джерри О’Коннелл
- Памела Андерсон
- Эрика Элениак
- Саманта Смит
- Тиффани Тиссен
- Рута Ли
- Родни Истман
- Саманта Фокс и др.

## Съёмочная группа
- Режиссёры: Алан Рафкин, Тони Сайнлетери, Фил Рамуно, Скотт Байо, Кристин Баллард, Мери Лу Бэлли, Гарри Браун и др.
- Сценарий: Майкл Джейкобс, Джуди Пиоли, Марк Соткин, Памела Пэттлер, Фредерик Уайсс, Дэвид Энкрам и др.
- Композитор: Тод Хайен

## История создания
Сериал дебютировал 3 октября 1984 года на CBS, но после первого сезона из 22 серий был отменён.
Тем не менее, подразделение MCA по распространению телевидения увидело в сериале потенциал, и в сотрудничестве с Tribune Entertainment MCA возродила «Чарльза в ответе» для синдицирования в январе 1987 года. Из оригинального актёрского состава только Скотт Байо и Вилли Эймс были перенесены в синдицированную версию.
В таком виде сериал стал хитом, продлившись 104 эпизода в период с 1987 года по осень 1990 года.

## Критика и отзывы
В обзоре на сайте Allmovie отмечено, что сериал был одним из немногих комедийных сериалов, которые добились большего успеха в синдикации, чем во время сетевого эфира.
В обзоре на сайте dvdtalk.com сериал назван очень мягким и пушистым, «словно домашние тапочки», и что вероятно, именно поэтому у сериала есть своя группа поклонников, даже спустя более двух десятилетий. Но одновременно и критикует его, называя слишком «милым» и недостаточно смешным, размышляя, что сериал будет интересен тем, у кого он вызывает ностальгию.